# Thripophaga macroura
Thripophaga macroura là một loài chim trong họ Furnariidae.